# Atopsyche conventica
Atopsyche conventica är en nattsländeart som beskrevs av Oliver S. Flint Jr. 1974. Atopsyche conventica ingår i släktet Atopsyche och familjen Hydrobiosidae. Inga underarter finns listade i Catalogue of Life.